# オスカル・ウプラウス
オスカル・ウプラウス（Oskar Üpraus、1898年10月12日-1968年8月5日）はエストニアの男子サッカー選手。ハリュ県ケイラ出身。
1924年のパリオリンピックのサッカー競技にキャプテンとしてアメリカ合衆国戦に出場した。当時はスポルト・タリンに所属していた。